# Manuel García Ferré
Manuel García Ferré   (Almeria, 8 d'octubre de 1929 - Buenos Aires, 28 de març de 2013) va ser un artista gràfic, ninotaire, autodidacta i animador espanyol radicat a l'Argentina des dels 17 anys.
El seu art ha estat orientat plenament als nens, sent el creador de famosos personatges infantils com Anteojito, Hijitus, Larguirucho, Profesor Neurus, Oaky, Petete i Calculín, entre d'altres, així com de tires animades televisives, llargmetratges animats i la revista Anteojito.

## Biografia
Va néixer a Almeria, Espanya, el 8 d'octubre de 1929. En 1947, va emigrar a l'Argentina amb 17 anys, on va treballar en agències de publicitat mentre estudiava en la Facultat d'Arquitectura de la Universitat de Buenos Aires.
En els seus pocs moments lliures, recorria les redaccions de revistes amb la seva carpeta de dibuixos sota el braç. Així, en 1952, el personatge Pi-Pío va ser acceptat a la Revista Billiken de Constancio Vigil. Pi-Pío -un pollet vestit com un cowboy- vivia en un poble anomenat "Vila Leoncia", lloc on apareixerien per primera vegada altres personatges que es tornarien famosos com Oaky i Hijitus.
Durant més de 30 anys, va editar la revista infantil Anteojito, prenent com a imatge central al personatge d' Anteojito, que s'havia fet popular amb anterioritat, protagonitzant una sèrie de dibuixos animats publicitaris per a la televisió. Durant diverses dècades (1970-2000), les revistes Billiken i Anteojito van ser les publicacions dirigides al públic infantil amb major circulació a l'Argentina.
En 1967 va estrenar en televisió la sèrie de dibuixos animats Hijitus, que es va transmetre per Canal 13 fins 1974. Va ser la primera sèrie televisiva de dibuixos animats de l'Argentina i la més reeixida d'Amèrica Llatina en tota la seva història.
García Ferré també va crear una enciclopèdia per nens i joves (El libro gordo de Petete), publicada a Argentina i Espanya i va llançar altres publicacions a través de la seva agència Producciones García Ferré (PGF), com l'edició argentina de Muy Interesante o Ser padres hoy.
El ninot de peluix Petete va aparèixer en la televisió amb una jove presentadora, la model i actriu Gachi Ferrari. El programa mostrava a Petete, un petit pingüí, en un curt d'1 o 2 minuts presentant informació que il·lustrava l'enciclopèdia El libro gordo de Petete. El programa es va transmetre entre 1970 i 1980 a l'Argentina, Uruguai, Perú, Bolívia, Brasil, Xile, Veneçuela, Colòmbia, Equador, Mèxic, Puerto Rico i Espanya, on va competir amb el famós Topo Gigio. Per la seva aportació a la cultura i a la comunicació de l'Argentina, Ferré va rebre per aquest programa el Premi Konex de Platí en 1987 com el més important divulgador del país. A principis del 2000, Telefé va començar a transmetre nous curts del Libro gordo de Petete, però aquesta vegada acompanyat per la model Guillermina Valdés.
Amb els seus dibuixos animats, Ferré va marcar la infància de diverses generacions a l'Argentina i altres països de parla hispana. Va realitzar reeixides pel·lícules de dibuixos animats per a nens com Trapito, Mil intentos y un invento, Ico, el caballito valiente, Manuelita o Corazón, las alegrías de Pantriste.
El 2009, la Legislatura de la Ciutat de Buenos Aires el va declarar Ciutadà Il·lustre mitjançant la llei núm. 3.150. Es va realitzar una cerimònia amb la presència del dibuixant i altres autoritats comunals
En 2009. va participar amb un original del seu personatge Hijitus, realitzat per al diari Río Negro de l'Argentina en la mostra "Bicentenario: 200 años de Humor Gráfico", que el Museu del Dibuix i la Il·lustració va realitzar al Museu d'Arts Plàstiques Eduardo Sívori de Buenos Aires, homenatjant els més importants creadors de l'humor gràfic a l'Argentina a través de la seva història.
Per més de 40 anys, l'estudi del desè pis de l'edifici Apol·lo, a poques quadres de l'Obelisc de Buenos Aires, va ser testimoni de les entranyables creacions del historietista que, en 2012, als seus 82 anys, va estrenar la seva última pel·lícula, Soledad y Larguirucho, una història protagonitzada per la cantant Soledad Pastorutti, la qual va combinar dibuixos de Ferré amb actors reals.
"Es poden enganxar avui els nois amb un personatge tan ingenu?", li van preguntar en 2012 durant una entrevista al diari Clarí. Ferré va respondre:
| «                     | "Mentre al noi li donis imaginació, li donis aventura i li donis personatges bons i dolents... El noi en essència és bo, és entremaliat, murri, el que passa és que els majors els informem amb un altre mètode. I creiem que són més intel·ligents, perquè els donem molta més informació, però això no vol dir que estiguin madurs. El noi té els mateixos mòbils sempre: l'ambició, el voler, el posseir, el col·leccionar... Els mòbils d'aventures, d'imaginació, de desitjos, són els mateixos". | » |
| — Manuel García Ferré | |   |

En 2012, Larguirucho es va sumar a Mafalda de Quino i Isidoro Cañones de Dante Quinterno al Paseo de la Historieta, un circuit que va començar a formar-se el mes de juliol i que, amb el temps, va arribar a tenir més de deu figures en un recorregut per diferents carrers de la ciutat de Buenos Aires entre els carrers Chile, Balcarce, Belgrano i Paseo Colón.

## Defunció
Manuel García Ferré va morir la matinada del 28 de març de 2013 als 83 anys, al voltant de les 2 A. m. (hora local), a l'Hospital Alemán de la ciutat de Buenos Aires, durant una cirurgia del cor. Havia ingressat prèviament al lloc per a fer-se una revisió mèdica.

## Produccions
Cinema
- Comahue (1963) (efectes d'animació'n)
- Mil intentos y un invento (1972)
- Las aventuras de Hijitus (1973)
- Trapito (1975)
- Ico, el caballito valiente (1987)
- Manuelita La Tortuga (1999)
- Corazón, las alegrías de Pantriste (2000)
- Soledad y Larguirucho (2012)

Televisió
- El club de Anteojito y Antifaz (programa, 1964)
- Las aventuras de Hijitus (programa, 1968)
- El libro gordo de Petete (microprograma, 1974)
- El mundo de Calculín (programa, 1976)
- Las cartas de Larguirucho (microprograma, 1976)
- El Dragoncito Chipy (microprograma, 1977)
- Chifuleta (microprograma, 1979)
- El club de Anteojito (programa, 1983)
- Saber más con Calculín (serie, 1984)
- Las aventuras de Hijitus (nuevos episodios, 1995-96)